# 士林派
士林派（韓語：사림파），是朝鮮王朝中後期的两班朋黨，用來對照戚臣勳臣的勳舊派，由十五世紀朝鮮成宗時代存在至十九世纪。

## 士林派的歷史
士林派始祖是理學家吉再(1353年-1419年)。朝鮮太祖李成桂篡奪高麗王朝建立朝鲜王朝後，吉再以忠臣不事二主為由拒絕為朝鮮王朝服務，並專心回鄉教書，其後桃李滿門，其門生被視為朝鮮儒學正統，雖不為官在以儒學治國的朝鮮王朝有很大影響力。朝鲜成宗時，成宗成功邀請士林派的金宗直和他的弟子進入朝中，挑戰勳舊派。

## 朝鲜的士禍
士林派急速發展引起勳舊派不满，1498年（燕山君時代）金宗直撰「弔義帝文」暗示世祖篡位，多數學者被流配與被殺，稱為戊午士禍。1504年，燕山君母親被殺引起第二次士禍，稱「甲子士禍」。中宗即位後士林派被重用，1510年功臣被削弱，積極在國內宣揚儒學。後來趙光祖認為中宗反正的功臣過份濫封，要求削去部份“靖國功臣”的封號，史稱“偽勳削除案”。1519年中宗寫信予洪景舟，表示有意除去趙光祖。1519年（中宗14年）農曆十一月十五，洪景舟等人取得中宗詔書後派人捉拿了趙光祖及一些士林派官員（己卯士禍）。
多次士禍後，士林派退到農村，通過書院與鄉約傳播他們的理念。

## 朋黨政治展開
宣祖即位後積極起用士林，勳舊派不再有影响力。由於官職數目與學派理念不同外加個人恩怨，士林遂分為不同的朋黨。1575年士林派分裂為東人黨（主理说）與西人黨（主氣説），事情緣起金孝元與沈義謙之間私怨，明宗時期，時任議政府舍人沈義謙拜會領議政尹元衡，在尹元衡女婿李肇敏指引下入書室，室內多有寢具，沈問及何人所寢。肇敏隨問以對。其一則金孝元臥具，當時金孝元未登第，已有文名，沈心鄙之。後來金孝元狀元及第，沈義謙對人言其曾為尹元衡門客，致使金在兩三年內不得升遷，然而金孝元憑藉為官盡職和節律自身等品德獲得朝野讚譽，金后任吏曹銓郞，負責官員選拔，所錄用士林多為嶺南人，在後輩士林中享有極大威望，親附者日衆。孝元曾言沈之短：“沈也氣粗而心戇, 不可柄用。”后沈義謙之弟忠謙登第，沈義謙欲舉其為銓郞，遭致金孝元反對。由此士林前、后輩不和，漸成分黨之勢。大司諫許曄雖為前輩士林，但一直推許金孝元，后輩士林推舉許為領袖，左議政樸淳因是前輩士林，被指為為沈義謙之黨。弘文館副提學李珥和右議政盧守愼鑒於兩人勢成水火，提議將金沈兩人外調以彌合士林前后輩之爭，金孝元為富寧都護府使，沈義謙為開城府留守，但士林之間依舊相互傾軋。
之後東人黨分裂為南人黨與北人黨，北人黨在擁立光海君問题上分裂為大北派與小北派。小北派分裂成清小北和浊小北，而大北派则又分裂成骨北、肉北和中北三派。小北派在光海君即位后被大北派剷除，大北派在光海君時期把持朝政，倡導“廢母論”，慫恿光海君囚禁仁穆大妃，並且在朝中買賣官職，引起朝野公憤，仁祖反正後定為奸佞，其黨魁被賜死，大北派至此消亡。南人黨分裂為清南和浊南。西人黨在仁祖反正、废黜光海君的政变中得势，同時分裂為功西派（參加仁祖反正）和清西派（未參加反正），南人黨李元翼被任命為領議政，形成了西人黨和南人黨近百年的黨爭。隨後，功西派的勢力超過清西派，功西派又分裂為原黨（反清）和洛黨（親清），洛黨得勢，孝宗即位后剷除了洛黨勢力，屬於清西派的宋時烈統一了西人黨。1651年，西人黨又分裂為漢黨和山黨。又在肅宗时期分裂为老论派（元老派）和少论派（少壮派）。
1681年庚申大黜陟後南人成少数派，朝中西人派因對待南人態度分裂為老論派與少論派。1701年以後朝中由西人主導老論少論交替執政，南人則始终是少数。景宗時期老論派支持立延礽君為王世弟并聽政，少論派反對老論派所為。英祖即位后老論派掌握實權，少論派遭到打擊。1762年，因莊獻世子被英祖賜死，老論派分為同情莊獻世子的時派和支持英祖的僻派。正祖即位後因反對其即位老論僻派勢力大减，老論時派、少論派和南人黨支持正祖，1791年因第一次鎮壓基督教，多數是信徒的南人勢力大减。
1776年正祖即位擁立有功的洪國榮開始了勢道政治，士林派勢力大減。1801年純祖即位後發生辛酉邪獄，多数是信徒的南人與少論派處於壞滅狀態，但老論派也受金祖淳排斥，士林派專權時代結束。

## 士林派的重要領袖
- 金宗直
- 金宏弼
- 鄭汝昌
- 趙光祖
- 李滉

## 註腳
1. ↑  .   [2013-06-23]. （原始内容存档于2015-05-04）.
2. ↑  .   [2013-06-23]. （原始内容存档于2015-05-04）.
3. ↑  .   [2013-06-23]. （原始内容存档于2019-06-12）.